# Peter Werner Witt

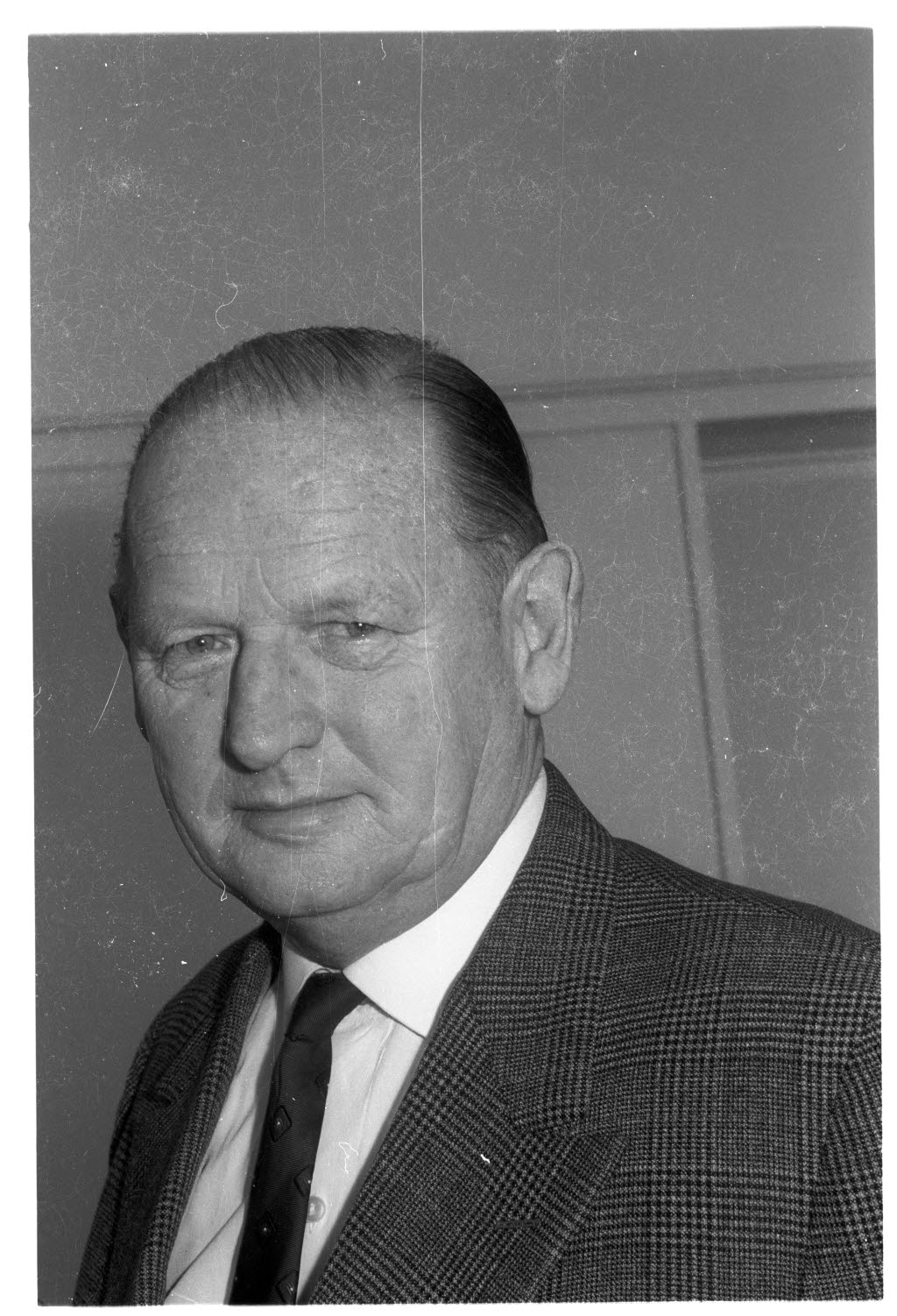
Peter Werner Witt (1966)

Peter Werner Witt (* 3. Dezember 1901 in Ammerswurth; † 3. Dezember 1971 in Kiel) war ein deutscher Ministerialbeamter.

## Leben
Während seines Studiums wurde Witt im Wintersemester 1923/24 Mitglied der Burschenschaft Alemannia Göttingen.
Witt war zunächst Leitender Landwirtschaftsdirektor bei der Landwirtschaftskammer Schleswig-Holstein. Unter den Ministern Claus Sieh und Ernst Engelbrecht-Greve war er ab dem 14. November 1960 Beamteter Staatssekretär im schleswig-holsteinischen Landwirtschaftsministerium. Zum 31. Dezember 1966 trat er in den Ruhestand. Er starb 1971 bei einem Verkehrsunfall. Bei der Beerdigung würdigte der Ministerpräsident Gerhard Stoltenberg den Verstorbenen.

## Ehrungen
- 1967 Großes Verdienstkreuz mit Stern der Bundesrepublik Deutschland